# Brădeanu
Brădeanu is een Roemeense gemeente in het district Buzău.
Brădeanu telt 2626 inwoners.